# Aad de Roode
Arie Adrianus (Aad) de Roode (Vlaardinger-Ambacht, 3 juni 1910 - Rijswijk, 30 september 1991) was een Nederlandse verzetsstrijder tijdens de Tweede Wereldoorlog. Hij werkte tijdens de Duitse bezetting voor de groep Packard. 

## Biografie
Voor het uitbreken van de oorlog was De Roode radiotelegrafist-observator, later luchtverkeersleider, in dienst van het Bureau Luchtverkeersbeveiliging (LVB) van de Rijksluchtvaartdienst. Tijdens de bezetting kon hij zijn beroep niet meer uitoefenen en werkte hij bij het Departement van Waterstaat in Den Haag. Hij werd in 1942 benaderd door de TH-Delft-studenten Henk Deinum en M.Vader om een zendpost op te zetten. Deze zou geheime berichten doorgeven aan het Bureau Inlichtingen (BI) van de Nederlandse regering in Londen. De Roode stemde hiermee in. 
Met hulp van de uit Engeland overgekomen agent Pierre Louis d'Aulnis de Bourouill kwam een dubbel uitgevoerde zendpost tot stand. Twee telegrafisten (marconisten) konden gelijktijdig berichten verzenden. Prioriteit werd gegeven aan het doorgeven van weerberichten. De Roode polste verschillende van zijn vroegere luchtvaartcollega's om activiteiten voor het verzet te gaan ontplooien, waaronder W. Bloemkolk, H.Cleveringa, Theodorus Dubois, Th. Hartlief en J. Smit. Collega W.C.Witte was reeds bij een andere verzetsgroep actief. Op instigatie van BI fungeerde De Roode als coördinator en instructeur voor de medewerkers van de diverse opgerichte en functionerende meteorologische zendposten, zoals 'Irene-Met' te Utrecht, 'Beatrix-Met' te Groningen, 'Margriet-Met' te Maastricht en de aanvankelijk in Amsterdam opererende algemene zender 'St. Denys'.
Alle zenders werden door Eduard Otto Mettivier Meijer voorzien van accu's en van Philips tril-omvormers, waardoor zij ook zonder netstroom konden functioneren. De telegrafisten werkten met een door BI gemaakte instructie die op microfilm was gezet en vele malen werd gereproduceerd. Alle meteorologische zendposten waren uitgerust met apparatuur voor het meten en verzamelen van weergegevens.
De dubbelzender van De Roode functioneerde onder de naam 'St. Julian'. Tot de groep rond de zender behoorden, behalve de telegrafisten, ook (veel vrouwelijke) koeriers en codeurs, een fotograaf, vele informanten en de eigenaren en beheerders van de 'veilige huizen' in Den Haag, Leiden en Delft. Naast weerberichten werd informatie doorgegeven van de voor BI werkende koeriersdienst 'Spyker'. Vooral werd informatie doorgegeven over vijandelijke activiteiten in en rondom Den Haag, waaronder de lanceerbasis voor V-1 en V-2 raketten die Engeland bestookten.
'St Julian' werd op een uitwijkadres aan de TH in Delft op 30 november 1944 uitgepeild door de Sicherheitsdienst, waarbij de twee zenders in beslag werden genomen. De aanwezige telegrafist, J.Smit, werd gearresteerd. Deze liet niets los. Hij bezweek later in een concentratiekamp. Gedurende een maand wist men nog berichten te versturen via de Radiodienst van de Raad voor het Verzet, totdat dat ook niet meer mogelijk was. Eind februari 1945 werden de uitzendingen met nieuw verkregen materiaal voortgezet. De laatste berichten werden op 6 mei 1945 verzonden.
In 1945 werd De Roode benoemd tot adjunct-inspecteur van de Rijksluchtvaartdienst.
Voor betoonde dapperheid tijdens de oorlogsjaren werd De Roode onderscheiden met de Bronzen Leeuw (1949), de Medal of Freedom(V.S., 1947) en de King's Medal for Courage in the Cause of Freedom (G.B.,1947).
In 1960 werd hij Officier in de orde van Oranje Nassau, in 1975 Ridder in de Orde van de Nederlandse Leeuw.
In 1988 verscheen zijn boek: Luchtverkeersbeveiliging, Geschiedenis van de luchtverkeersbeveiliging in Nederland 1910-heden, ISBN 90-269-4403-9. Het eerste exemplaar werd aangeboden aan mr H. Raben, directeur-generaal van de Rijksluchtvaartdienst. 